# Karl Miesitschek von Wischkau
Karl Gustav Oskar Miesitschek von Wischkau (* 29. Juni 1859; † 26. März 1937 in Liegnitz) war ein deutscher Verwaltungsjurist, Landrat und Staatsminister im Fürstentum Lippe (1897–1899).
Von 1910 bis 1919 war Karl Miesitschek von Wischkau der letzte kaiserliche Regierungspräsident des preußischen Regierungsbezirks Magdeburg in der Provinz Sachsen.

## Leben
Nach Beendigung seines Jurastudiums schlug Karl Miesitschek von Wischkau eine verwaltungsjuristische Laufbahn ein. Ab dem Jahr 1889 war er Landrat in Wongrowitz, bis er 1895 in gleicher Position nach Thorn wechselte. Im folgenden Jahr wurde Miesitschek zum Regierungsrat beim Oberpräsidium der Provinz Westpreußen berufen. Danach wurde er Staatsminister im Fürstentum Lippe und führte dieses Amt bis Ende 1899 aus. Im Jahr 1902 trat Miesitschek wieder in den preußischen Staatsdienst ein und avancierte zum Regierungsrat in Marienwerder, bis er 1905 nach Posen versetzt wurde. Anschließend war Miesitschek zwischen 1907 und 1910 als Oberregierungsrat in Düsseldorf tätig. Im Jahr 1910 folgte schließlich die Berufung zum Regierungspräsidenten der Regierung zu Magdeburg. Hier erlebte er nach dem Ersten Weltkrieg auch die Novemberrevolution. Nach der Gründung der Weimarer Republik resignierte Miesitschek und trat 1919 vom Amt zurück.
Er war mit Jenny Magdalena Mathilde von Goßler (* 1880), jüngste Tochter vom Landrat und Geheimen Regierungsrat Eugen von Goßler, verheiratet.